# Rádio – Top 100
Rádio – Top 100 (dawniej Rádio Top 100 Oficiální) – zestawienie najczęściej odtwarzanych utworów w czeskich stacjach radiowych. Zestawienie prowadzone przez czeski oddział International Federation of the Phonographic Industry sporządzane jest w każdy poniedziałek, upubliczniane zaś w następnym tygodniu we wtorek.